# Лілуашвілі Іраклі Важаєвич
Іраклі Важаєвич Лілуашвілі (нар. 13 жовтня 1984, Тбілісі, Грузинська РСР) — грузинський футболіст, нападник.

## Життєпис
Народився в Тбілісі. На батьківщині виступав за «Мерані» (Тбілісі) та «Мерані-91-2» (Тбілісі). У 2002 році переїхав до України, де виступав за аматорський клуб «Зоря-Голеадор», у 2003 році — за іншу аматорську команду луганців, «Зоря-2». Першу частину сезону 2003/04 років виступав у першоліговій луганській «Зорі». Дебютував за луганчан 25 липня 2003 року в програному (1:3) виїзному поєдинку 2-о туру проти бородянської «Системи-Борекс». Іраклі вийшов на поле на 79-й хвилині, замінивши Сергія Сібірякова. У складі «Зорі» зіграв 5 матчів у першій лізі та 1 поєдинок у кубку України. Другу частину сезону провів на батьківщині, у клубі «Локомотив» (Тбілісі). Сезон 2004/05 років провів в іншому грузинському клубі, «Тбілісі».
У 2005 році повернувся до України, де знову виступав у луганському «Зорі-Голеадор» (2 матчі, 1 гол). Першу частину сезону 2005/06 років у донецькому «Металурзі», але за першу команду не зіграв жодного офіційного поєдинку. Натомість 5 матчів провів за «Металург» у першості дублерів. Другу частину сезону 2005/06 років провів у ФК «Тбілісі».
У 2006 році повертається до України, де підписує контракт з першоліговою дніпродзержинською «Сталью». Дебютував у складі дніпродзержинського клубу 21 квітня 2006 року в програному (0:2) домашньому поєдинку 1-о туру проти бурштинського «Енергетика». Лілуашвілі вийшов на поле в стартовому складі, а на 46-й хвилині його замінив Антон Ковалевський. Дебютним голом у футболці «Сталі» відзначився 11 серпня 2006 року на 89-й хвилині переможного (5:0) виїзного поєдинку 1/32 фіналу кубку України проти боярського «Інтера». Лилуашвілі вийшов у стартовому складі та відіграв увесь матч. Єдиним голом у першій лізі відзначився 17 серпня 2006 року на 90+3-й хвилині програного (1:3) домашнього поєдинку 5-о туру проти чернігівської «Десни». Іраклі вийшов на поле на 63-й хвилині, замінивши Дмитра Міклашевича. У першій частині сезону в першій лізі зіграв 15 матчів (1 гол), ще 3 поєдинки провів у кубку України. Другу частину сезону 2006/07 років вже розпочав у словацькому клубі «Земплін» (Михайлівці), кольори якого захищав до 2007 року. З 2008 по 2010 роки виступав в іншому словацькому клубі, «Нітра». Зіграв 2 матчі в Кубку Інтертото 2008 року.
З 2010 по 2012 роки виступав у грузинських клубах «Динамо» (Тбілісі) та «Чихура».